# 셀린 트랑
셀린 트랑(Céline Tran, 1979년 4월 9일 ~ )은 프랑스의 베트남계 배우, 작가, 블로거, 전직 포르노 배우이다. 2007 AVN상 여우조연상 수상자, AVN상 올해의 외국 여성 퍼포머상 3회(2005, 2006, 2007) 수상자이다.
2001년부터 카츠미(Katsumi)라는 예명을 사용했지만 '메리 카츠미'(Mary Katsumi)라는 이름을 가진 여자로부터 고소를 당했고 2007년 1월에 프랑스 크레테유 법원으로부터 카츠미라는 예명을 사용하는 것을 금지하는 판결을 받았다. 그 이후에도 카츠미라는 예명을 계속 사용했고 2007년 9월에는 법원으로부터 20,000 유로의 벌금을 받았다.